# Георгиевское сельское поселение (Краснодарский край)
Гео́ргиевское сельское поселение — муниципальное образование в Туапсинском районе Краснодарского края России. В рамках административно-территориального устройства Краснодарского края ему соответствует Георгиевский сельский округ. Административный центр — село Георгиевское. Площадь территории сельского поселения составляет — 293,60 км².

## География
Муниципальное образование расположено в южной части Туапсинского района, на южном склоне Главного Кавказского хребта, в горной местности. Рельеф местности сильно пересечённый. Средние высоты на территории сельского поселения составляют около 200 метров над уровнем моря. Наивысшими точками являются горы Большое Псеушхо (1100 м) и Семашхо (1035 м). Площадь территории сельского поселения составляет — 293,60 км².
Граничит с землями муниципальных образований: Шепсинское и Вельяминовское сельские поселения на юго-западе, Небугское сельское поселение на западе, Шаумянское сельское поселение на севере, Октябрьское сельское поселение на востоке, а также с Лазаревским районом Большого Сочи на юге.
Гидрографическая сеть представлена реками Туапсе, Пшенахо, Малое Псеушхо, Скакуха и другими. В верховьях рек расположены множество малых водопадов и порогов. Имеются минеральные родниковые источники.
Климат переходный, от умеренного к субтропическому. Средние показатели температуры колеблются от +4,0 °С в январе, до +22 °С в июле. Среднегодовое количество осадков составляет около 1000 мм. Наибольшее количество осадков выпадает в зимний период.

## История
С 1923 года село Георгиевское входило в состав Вельяминовской волости Туапсинского района Черноморского округа Кубано-Черноморской области.
При упразднении Туапсинского района в 1935 году село Георгиевское было передано в ведение Туапсинского городского совета. В 1940 году образован Георгиевский сельский совет в составе восстановленного Туапсинского района.
В 1993 году Георгиевский сельский совет был реорганизован в Георгиевский сельский округ. В 2004 году в границах сельского округа в рамках организации местного самоуправления было образовано муниципальное образование со статусом сельского поселения.

## Население
| 2002  | 2010  | 2012  | 2013  | 2014  | 2015  | 2016  |
| ----- | ----- | ----- | ----- | ----- | ----- | ----- |
| 6817  | ↗6921 | ↗7015 | ↗7023 | ↗7072 | ↗7112 | ↘7064 |
| 2017  | 2018  | 2019  | 2020  | 2021  | 2023  |       |
| ↗7079 | ↘7042 | ↘7008 | ↘6941 | ↘6151 | ↘6040 |       |

Процент от населения района — 4,84 %. Плотность — 20,57 чел./км².

### Национальный состав
По данным Всероссийской переписи населения 2010 года:
| Народ                     | Численность, чел. | Доля от всего населения, % |
| ------------------------- | ----------------- | -------------------------- |
| русские                   | 4926              | 71,17 %                    |
| армяне                    | 774               | 11,18 %                    |
| адыги (черкесы)           | 544               | 7,87 %                     |
| украинцы                  | 139               | 2,00 %                     |
| другие                    | 314               | 4,54 %                     |
| не указано национальность | 224               | 3,24 %                     |
| всего                     | 6921              | 100 %                      |

## Населённые пункты
В состав сельского поселения (сельского округа) входят семь населённых пунктов:
| № | Населённый пункт | Тип населённого пункта | Население (чел.) | Доля от населения (%) |
| - | ---------------- | ---------------------- | ---------------- | --------------------- |
| 1 | Анастасиевка     | село                   | ↗316             | 4,57 %                |
| 2 | Большое Псеушхо  | аул                    | ↗118             | 1,70 %                |
| 3 | Георгиевское     | село                   | ↗1606            | 23,20 %               |
| 4 | Индюк            | село                   | ↗835             | 12,06 %               |
| 5 | Кирпичное        | село                   | ↗1188            | 17,17 %               |
| 6 | Кривенковское    | село                   | ↘2605            | 37,65 %               |
| 7 | Малое Псеушхо    | аул                    | ↘253             | 3,65 %                |

## Местное самоуправление
Администрация Георгиевского сельского поселения — село Георгиевское, ул. Советская, № 23.
Структуру органов местного самоуправления сельского поселения составляют:
- Администрация Георгиевского сельского поселения
  - Глава администрации сельского поселения — Коджешау Инвербий Айдамирканович.
- Совет местного самоуправления Георгиевского сельского поселения
  - Председатель совета местного самоуправления сельского поселения — Терещенко Владимир Валентинович.

## Экономика
Основу экономики сельского поселения составляют сельское хозяйство и туризм. В сельском поселении развиты садоводческие хозяйства. В окрестностях населённых пунктов разбиты фруктовые сады фундука, орешника, яблонь, груш, персиков и т. д. Горные чернозёмы с высоким содержанием гумуса способствуют возделыванием многих культур. В горах сохранились заросшие со времён Кавказской войны — Старые Черкесские сады. В сфере туризма наибольшее развитие получило горный туризм. Особую популярность получило покорение горных вершин и переходы с южного склона Главного Кавказского хребта на северный.
Также важную роль для экономики сельского поселения играет его расположенность на пересечении важных железнодорожных и автомобильных дорог ведущих к Туапсе и Черноморскому побережью.